# 문지환 (바둑 기사)
문지환(文智煥, 2003년 6월 4일 ~ )은 대한민국의 바둑 기사이다.

## 약력
경기도 부천 출신으로 양천대일 바둑도장에서 이용수 사범의 지도를 받았고, 한바연(한국중고바둑연맹) 대회에 참가하기도 했다. 2015년 한국기원 연구생 자격을 얻었고, 2018년 이연, 유창주와 함께 제10회 영재입단대회를 통해 입단했다. 2019년 제7기 하찬석 국수배 영재바둑대회 본선 4강에 진출했다. 2020년 2단으로 승단했다.